# 양형일
양형일(梁亨一, 1951년 3월 2일 ~ )은 대한민국의 정치인, 교육자다. 본관은 제주. 제11대 조선대학교 총장을 역임했으며 열린우리당 광주광역시 지부장으로 17대 국회의원을 지냈다.

## 경력
- 미국 휴스턴대학교 강사
- 조선대학교 행정학과 조교수
- 조선대학교 사회과학대학 행정학과 부교수
- 새마을 남부연수원 강사
- 전남지방공무원교육원 강사
- 광주시지방공무원교육원 강사
- 국민홍보위원전국협의회 부회장
- 영국 석세스 대학교 객원교수
- 조선대학교 부총장
- 조선대학교 사회과학대학 행정학과 교수
- 광주광역시 정책자문위원
- 사단법인 고향사랑회 이사
- 광주,전남 백범김구선생기념사업회 이사
- 광주광역시 정책자문위원 및 CI사업추진위원
- 전남지방노동위원회 조정위원
- 제11대 조선대학교 총장
- 제17대 국회의원
- 국회 정무위원회 간사
- 열린우리당 광주광역시당 위원장
- 열린우리당 중앙위원
- 열린우리당 교육특별위원회 위원장
- 중도개혁통합신당 대변인
- 민주통합당 중앙위원회 부의장
- 조선대학교 명예교수
- 광주,전남테크노파크 공동이사장
- 광주고등법원 민사조정위원
- 광주은행 이사
- 한국가상대학교육연합 이사
- 광주,전남 우리민족 서로돕기운동 공동대표
- 전국사립대학교총장협의회 부회장
- 재단법인 광주고보,서중,일고 동창회장학회 이사

## 학력
- 1965년 광주대성국민학교 졸업
- 1968년 광주서중학교 졸업
- 1971년 광주상업고등학교 졸업
- 1976년 조선대학교 법과대학 LL.B.
- 1979년 조선대학교 대학원 법학 석사
- 1984년 오하이오대학교 대학원 행정학 석사
- 1989년 휴스턴대학교 대학원 행정학 박사

## 역대 선거 결과
|  | 51.75% |

|  | 30.62% |

|  | 31.76% |

## 같이 보기
- 동구 (광주 선거구)
- 광주 동구의 국회의원